# Tor Hedqvist
Tor Hedqvist, född den 29 september 1897 i Malmö, död den 27 december 1978 i Kristianstad, var en svensk militär. Han var son till Vilhelm Hedqvist. 
Hedqvist blev fänrik vid Wendes artilleriregemente 1917, löjtnant 1920, artilleristabsofficer 1929, kapten 1937, major 1938, vid Norrbottens artillerikår 1939, vid artilleristaben 1940, överstelöjtnant 1941 och överste vid generalstaben 1943, i I. militärområdets reserv 1957. Han var lärare vid Artilleri- och ingenjörhögskolan 1932–1939, vid Artilleriskjutskolan 1940–1942, chef där 1942, för Wendes artilleriregemente 1947 (tillförordnad 1945), försvarsattaché vid försvarsstaben 1950–1957 samt militärattaché i London, Bryssel och Haag 1950–1957. Hedqvist invaldes som ledamot av Krigsvetenskapsakademien 1943. Han blev riddare av Svärdsorden 1938, av Vasaorden 1941 och av Nordstjärneorden 1946 samt kommendör av andra klassen av samma orden 1947 och kommendör av första klassen 1950. Hedqvist vilar på Skogskyrkogården i Stockholm.